# Верхньоключевське
Верхньоключевське́ (рос. Верхнеключевское) — село у складі Катайського району Курганської області, Росія. Адміністративний центр Верхньоключевської сільської ради.
Населення — 568 осіб (2010, 716 у 2002).
Національний склад станом на 2002 рік: росіяни — 84 %.
Стара назва села — Верхні Ключі.